# هنري جوزيف ودسايد
هنري جوزيف ودسايد (بالإنجليزية: Henry Joseph Woodside)‏ هو صحفي ومصور جنوب أفريقي، ولد في 1858، وتوفي في 1929.